# Krisbyå
Krisbyå (sjælden Krisebyå, på tysk Kriesebyau) eller Bornbæk (≈Bjørnbæk, på tysk Bornbek) er et vandløb på halvøen Svansø i det østlige Sydslesvig i den nordtyske delstat Slesvig-Holsten. Àen har sit udspring i afløbet fra Søby Sø og passerer på en strækning på 10,8 km Holstoft, Boholm, Grønlund, Simmert og Bosby, før den munder ved Krisbyå og Stubbe ud i Slien. Åen strækker sig over både Siseby og Risby Sogne og løber gennem tre kommuner på Svansø (Holttorp, Tumby og Risby). Vandet fra Krisby Å har tidligere givet kraft til to vandmøller i Stubbe og Krisbyå.
I 2005 blev der fundet døde fisk i åen, måske grundet udledning af affaldsstoffer. Imidlertid er der foretaget undersøgelser over fiskebestanden i åen, hvor der er fundet gode forhold for ørreder.
Åen har fået navn efter Krisby gods i Risby Sogn. Forleddet i Bornbæk er muldigvis glda. Biorn, fortysket til Born (oprindeligt altså Bjørnbæk). Samme forled foreligger i bebyggelsesnavnet Borntved i samme sogn, dog uden totpografisk forbindelse med Bornbæk. Forleddet kunde måske også være ty. born (→ kilde), der kendes også fra dansk i sammensætningerne med borne karse (brøndkarse).

## Eksterne hevisninger
- Wikimedia Commons har flere filer relateret til Krisbyåen